# Selvaggio Blu
Il Selvaggio Blu è un percorso di trekking nel territorio del comune di Baunei, in Sardegna. È stato ideato nel 1987 da Mario Verin (fotografo e alpinista) e Peppino Cicalò (architetto). L'itinerario si estende per oltre 40 km dalla località Pedra Longa (Baunei) alla spiaggia di Cala Sisine (Baunei). Il completamento richiede in media 4 giorni.
Il Selvaggio Blu è considerato uno degli ultimi percorsi di trekking selvaggio del Mediterraneo perché, per la maggior parte dell'itinerario, vi si può accedere solo in barca o seguendo il sentiero lungo la costa del Golfo di Orosei.
Verin e Cicalò hanno scelto il nome Selvaggio Blu per riflettere le caratteristiche principali del viaggio: "Selvaggio" per riflettere la natura selvaggia e la purezza dell'esperienza, e "Blu" perché il trekking si snoda lungo la costa, dove il colore del mare e del cielo è predominante.

## Location
Il Selvaggio Blu si trova interamente nel territorio del comune di Baunei, che si estende per 211,9 km² sulla costa orientale della Sardegna, nella provincia dell'Ogliastra.
L'area di Baunei è considerata una delle più selvagge della Sardegna, partendo dalla località costiera di Santa Maria Navarrese e attraversando altipiani calcarei e paesaggi costieri fino alla spiaggia di Cala Luna. Contiene tutti i centri principali del percorso, tra cui: Santa Maria Navarrese, Pedra Longa, Portu Pedrosu, Cala Goloritzé, Su Feilau, Cala Sisine e anche tutti i centri compresi nelle varianti del Selvaggio Blu: Cala Mariolu, Cala Biriala, S'Istrada Longa, Grotta del Fico e l'altopiano del Golgo.

## Geologia
Selvaggio Blu ha una posizione strategica per vedere la storia geologica della Sardegna, in quanto si trova a 40 km lungo la costa. Sul percorso escursionistico del Selvaggio Blu, raggiungibile sia via terra che via mare, sono presenti diversi importanti rilievi geologici.
Nella parte settentrionale di Santa Maria Navarrese, l'escursionista ha la possibilità di percorrere un tratto con graniti di età paleozoica dove le rocce sono spesse diversi metri. Questa zona contiene alcune delle rocce più antiche della Sardegna, ricoperte da strati di meta-arenaria, filladi e quarziti del Cambriano-Ordoviciano. A Pedra Longa termina il tratto con i graniti e si passa ai calcari, che sono una caratteristica comune della costa del Golfo di Orosei. A causa dei cambiamenti climatici, il calcare è stato influenzato dall'innalzamento e dall'abbassamento del livello del mare. La miscelazione fra l'acqua dolce proveniente dal calcare e l'acqua di mare salata ha causato alcuni cambiamenti, come la formazione di cavità calcaree più grandi e fluttuazioni di diversi colori.
La Grotta del Fico è una grotta carsica situata sul Selvaggio Blu tra Santa Maria Navarrese e Cala Luna; è raggiungibile in barca oppure a piedi. Scoperta dai pescatori all'inizio del '900, è stata aperta al pubblico con visite guidate a partire dal 2003. All'interno della Grotta del Fico si trova un laghetto dalle acque limpide che si specchia all'interno della grotta: il lago è creato dall'acqua carsica che scorre nella parte principale della grotta.

## Flora e fauna
Nella prima tappa del Selvaggio Blu, gli oleandri trovano il loro habitat ideale e un altopiano calcareo caratterizza tutta la zona. Si possono trovare facilmente veri e propri monumenti naturali come i lecci e il sentiero è colorato da cespugli di euforbia (euphorbia dendroides). 
Parte integrante della fauna sono anche i serpenti, come ad esempio il biacco (hierophis viridiflavus).
Nel secondo stadio possiamo trovare il cisto, in numerose varietà rosa e bianche.
La ferula è una pianta della famiglia delle Apiaceae che si trova nel terzo stadio del Selvaggio Blu.
Durante la quarta parte del percorso, la possibilità di incontrare pastori è molto alta a causa del gran numero di ovili. Le capre sono animali fondamentali della fauna e si può osservare anche il muflone sardo.